# Діти кукурудзи 9: Втеча
«Діти кукурудзи 9: Втеча» (англ. Children of the Corn: Runaway) — американський фільм жахів 2018 року режисера Джона Гулагера, продовження екранізації однойменної повісті Стівена Кінга. Фільм надійшов у продаж на Blu-ray, DVD і VOD 13 березня 2018 року і став десятою частиною кінофраншизи, яка вперше вийшла на великі екрани в 1984 році.

## Сюжет
Сюжет фільму розгортається навколо молодої вагітної дівчини, яка тікає від моторошного культу бога кукурудзи. Їй вдається загубитися в одному з незліченних містечок Середнього Заходу, де вона проводить майже десять років, не розкриваючи свого імені і походження. Весь цей час вона намагається позбавити себе і сина від жахів, які їй довелося пережити в дитячі роки. Але одного разу, жінка помічає, що за ними щось стежить. Щоб не втратити сина, вона змушена вступити в сутичку із стародавнім злом.

## У ролях
- Клу Гулагер — Красті
- Марсі Міллер — Рут / Сенді
- Мері Кетрін Браянт — Сара
- Діана Айяла Голднер — місіс Докінс
- Моллі Ніккі Андерсон — сексуальна дівчина з готелю Міа
- Лінн Ендрюс III — Карл
- Блейн Майє — Малахія
- Джейк Райан Скотт — Аарон